# Imi Lichtenfeld
Imre (Imi) Lichtenfeld (Sde-Or), född 26 maj 1910 i Budapest i Ungern, död 8 januari 1998 i Netanya i Israel, var en israelisk friidrottare. Han vann nationella och internationella medaljer som gymnast, boxare och brottare. Han är kanske främst känd för sin utveckling av närstridssystemet krav maga som idag lärs ut av flera militärväsen, inklusive svenska försvarsmakten.
Senare blev han medlem i Haganah och verksam inom den israeliska armén IDF.
Imi Lichtenfeld utvecklade Krav Maga på 1930-talet, men sedan metoden togs i bruk av den israeliska armén på 1950-talet har det tillkommit civila, polisiära och tredjepartstillämpningar. Som utövare av Krav Maga tränar man försvar mot hot och attacker på ett flertal sätt: stående, sittande, liggande, mot vapen, mot flera angripare, i mörker, i trånga utrymmen, i stressade situationer och så vidare. Teknikerna bygger till stor del på instinktiva rörelser och reflexer och Krav Maga anses av många vara en metod som ger stora resultat på relativt kort tid.
Imi Lichtenfeld gav även i uppdrag åt sina främsta elever att sprida kunskap om självförsvar även utanför Israel och då föddes den enda internationella Krav Maga-organisationen som godkänts av honom själv, International Krav Maga Federation (IKMF).
På frågan om varför han fortsatte att lära ut Krav Maga till civila efter att han lämnat sin militära karriär sade han "So that one may walk in peace".